# Лосевы
Ло́севы — русский дворянский род.

Согласно Общему гербовнику:

Фамилии Лосевых, многие служили Российскому Престолу разные дворянские службы, и жалованы были от Государей в 1678 и других годах поместьями.

## Описание герба
В щите, имеющем голубое поле, изображены золотая Луна, рогами обращённая вверх, а над нею восьмиконечная Звезда золотая же.
Щит увенчан обыкновенным Дворянским Шлемом с Дворянскою на нём Короною и тремя страусовыми перьями, на середине коих изображена означенная в щит Луна со Звездою. Намёт на щите голубой, подложенный золотом. Герб рода Лосевых внесён в Часть 3 Общего гербовника дворянских родов Всероссийской империи, стр. 99.